# UEFA U-21欧州選手権2017 (予選)・グループ3
UEFA U-21欧州選手権2017 (予選)・グループ3は、UEFA U-21欧州選手権2017 (予選)のグループ3の結果をまとめたものである。このグループは、フランス、ウクライナ、スコットランド、アイスランド、マケドニア、北アイルランドの6チームで構成される。
1位チームはUEFA U-21欧州選手権2017本大会の出場権を獲得する。2位チームは他の組の2位チームと比較して (6チームで構成されるグループなので、6位との対戦成績を除外する)、上位4チームがプレーオフに進出する。プレーオフで勝利したチームが本大会の出場権を獲得する。

## 順位表
| チーム         | 試 | 勝 | 分 | 敗 | 得 | 失 | 差  | 点 |
| -------------- | -- | -- | -- | -- | -- | -- | --- | -- |
| 北マケドニア   | 10 | 6  | 3  | 1  | 13 | 7  | +6  | 21 |
| フランス       | 10 | 6  | 2  | 2  | 17 | 8  | +9  | 20 |
| アイスランド   | 10 | 5  | 3  | 2  | 13 | 9  | +4  | 18 |
| ウクライナ     | 10 | 4  | 2  | 4  | 14 | 12 | +2  | 14 |
| スコットランド | 10 | 2  | 2  | 6  | 8  | 17 | −9  | 8  |
| 北アイルランド | 10 | 0  | 2  | 8  | 6  | 18 | −12 | 2  |

| チーム  | チーム         | AWAY                   | AWAY         | AWAY             | AWAY           | AWAY               | AWAY               |
| チーム  | チーム         | 北マケドニア共和国の旗 | フランスの旗 | アイスランドの旗 | ウクライナの旗 | スコットランドの旗 | 北アイルランドの旗 |
| ------- | -------------- | ---------------------- | ------------ | ---------------- | -------------- | ------------------ | ------------------ |
| H O M E | 北マケドニア   | X                      | 2 - 2        | 0 - 0            | 1 - 0          | 2 - 0              | 2 - 0              |
| H O M E | フランス       | 1 - 1                  | X            | 2 - 0            | 2 - 0          | 2 - 0              | 1 - 0              |
| H O M E | アイスランド   | 3 - 0                  | 3 - 2        | X                | 2 - 4          | 2 - 0              | 1 - 1              |
| H O M E | ウクライナ     | 0 - 2                  | 1 - 0        | 0 - 1            | X              | 4 - 0              | 1 - 1              |
| H O M E | スコットランド | 0 - 1                  | 1 - 2        | 0 - 0            | 2 - 2          | X                  | 3 - 1              |
| H O M E | 北アイルランド | 1 - 2                  | 0 - 3        | 0 - 1            | 1 - 2          | 1 - 2              | X                  |

## 試合結果
試合開始時間は全てCET (UTC+1)。ただし、2015年3月29日から同年10月24日の試合および2016年3月27日から同年10月29日の試合はCEST (UTC+2)。
| 2015年6月11日 21:15 |

| アイスランド                                  | 3 - 0    | 北マケドニア |
| E.オマルソン 55分 · グンラウグソン 61分, 67分 | レポート |              |

| フリダレンディ, レイキャヴィーク 主審: トレ・ハンセン |

| 2015年9月5日 15:00 |

| 北アイルランド | 1 - 2    | スコットランド                      |
| ケネディ 7分   | レポート | クリスティー 33分 · フレイザー 61分 |

| モーンビュー・パーク, ラーガン 主審: アンディス・トレイマニス |

| 2015年9月5日 16:00 |

| アイスランド                                         | 3 - 2    | フランス                  |
| シグルヨンソン 10分, 85分 (pen.) · ヘルマンソン 48分 | レポート | ラポルテ 39分 · キー 90分 |

| コーパヴォグスヴェルル, コーパヴォグル 主審: ヘスス・ヒル・マンサーノ |

| 2016年9月5日 16:00 |

| 北マケドニア    | 1 - 0    | ウクライナ |
| ラデスキ 90+3分 | レポート |            |

| FFMトレーニング・センター, スコピエ 主審: ダニエル・ステファンスキ |

| 2015年9月8日 18:30 |

| アイスランド        | 1 - 1    | 北アイルランド |
| スランダルソン 37分 | レポート | ジョンソン 2分 |

| フィルキスヴェルル, レイキャヴィーク 主審: モハメド・アル＝ハキム |

| 2015年10月8日 18:00 |

| ウクライナ | 0 - 1    | アイスランド          |
|            | レポート | ヴィリャルムソン 71分 |

| セントラル・スタジアム, チェルカースィ 主審: アドリアン・ジャコッテ |

| 2015年10月10日 16:00 |

| スコットランド | 1 - 2    | フランス                                 |
| キング 90+1分  | レポート | キングスレイ 11分 (o.g.) · トリッソ 53分 |

| ピットドリー・スタジアム, アバディーン 主審: マルコ・グイダ |

| 2015年10月13日 18:00 |

| 北アイルランド  | 1 - 2    | 北マケドニア                      |
| ドハーティ 43分 | レポート | バブンスキ 46分 · マルコスキ 85分 |

| モーンビュー・パーク, ラーガン 主審: シャーンドル・サボー |

| 2015年10月13日 18:45 |

| フランス                  | 2 - 0    | ウクライナ |
| レマル 70分 · ラビオ 77分 | レポート |            |

| スタッド・ドゥ・ラ・メノー, ストラスブール 主審: アンドレアス・パパス |

| 2015年10月13日 18:45 |

| スコットランド | 0 - 0    | アイスランド |
|                | レポート |              |

| ピットドリー・スタジアム, アバディーン 主審: イストバン・コバチ |

| 2015年11月12日 18:45 |

| フランス        | 1 - 0    | 北アイルランド |
| クリヴェリ 82分 | レポート |                |

| スタッド・ドゥ・ルドゥル, ガンガン 主審: ザバン・ホフハニシャン |

| 2015年11月13日 18:45 |

| スコットランド                    | 2 - 2    | ウクライナ                        |
| カミングス 31分 · パターソン 37分 | レポート | フリョバス 26分 · スヴァトク 83分 |

| セント・ミレン・パーク, ペイズリー 主審: ニコラス・ラフォルジェ |

| 2015年11月15日 13:00 |

| 北マケドニア                    | 2 - 2    | フランス                      |
| アンゲロフ 19分 · ラデスキ 40分 | レポート | ハラー 65分 · エンクドゥ 72分 |

| FFMトレーニング・センター, スコピエ 主審: ビタリ・メシュコフ |

| 2015年11月17日 20:30 |

| 北アイルランド    | 1 - 2    | ウクライナ              |
| マッカータン 53分 | レポート | コヴァレンコ 64分, 73分 |

| モーンビュー・パーク, ラーガン 主審: オグニェン・バリッチ |

| 2016年3月24日 14:00 |

| 北マケドニア | 0 - 0    | アイスランド |
|              | レポート |              |

| FFMトレーニング・センター, スコピエ 主審: ニール・ドイル |

| 2016年3月24日 21:00 |

| フランス          | 2 - 0    | スコットランド |
| ハラー 69分, 74分 | レポート |                |

| スタッド・ジャン＝ブーアン, アンジェ 主審: ニコラ・ダバノビッチ |

| 2016年3月28日 21:00 |

| フランス                 | 1 - 1    | 北マケドニア    |
| ベイトゥライ 27分 (o.g.) | レポート | アンゲロフ 15分 |

| MMアレーナ, ル・マン 主審: マッズ・クリストファー・クリストファーセン |

| 2016年3月29日 17:00 |

| スコットランド                            | 3 - 1    | 北アイルランド    |
| マクバーニー 58分 · カミングス 64分, 78分 | レポート | マッカータン 13分 |

| セント・ミレン・パーク, ペイズリー 主審: クレイグ・パウソン |

| 2016年5月27日 18:00 |

| ウクライナ | 0 - 2    | 北マケドニア                |
|            | レポート | ラデスキ 18分 · デミリ 56分 |

| ヴァレリー・ロバノフスキー・ディナモ・スタジアム, キエフ 主審: ラヒム・ハサノフ |

| 2016年9月2日 17:30 |

| ウクライナ        | 1 - 0    | フランス |
| ヴァクルコ 90+2分 | レポート |          |

| オボロン・アリーナ, キエフ |

| 2016年9月2日 20:30 |

| スコットランド | 0 - 1    | 北マケドニア    |
|                | レポート | マルコスキ 18分 |

| タインカッスル・スタジアム, エディンバラ |

| 2016年9月3日 1:00 |

| 北アイルランド | 0 - 1    | アイスランド |
|                | レポート | Ægisson 87分 |

| モーンビュー・パーク, ラーガン |

| 2016年9月6日 |

| 北マケドニア                             | 2 - 0    | 北アイルランド |
| ドハーティ 37分 (o.g.) · マルコスキ 85分 | レポート |                |

| FFMトレーニング・センター, スコピエ |

| 2016年9月6日 17:30 |

| ウクライナ                                                          | 4 - 0    | スコットランド |
| ブリズニチェンコ 26分 · ベセディン 69分, 77分 · ボリャチュク 90+2分 | レポート |                |

| オボロン・アリーナ, キエフ |

| 2016年9月6日 18:45 |

| フランス            | 2 - 0    | アイスランド |
| トリッソ 11分, 62分 | レポート |              |

| スタッド・ミシェル・ドルナノ, カーン |

| 2016年10月5日 |

| アイスランド                            | 2 - 0    | スコットランド |
| スランダルソン 47分 · E.オマルソン 66分 | レポート |                |

| Víkingsvöllur, レイキャヴィーク |

| 2016年10月6日 |

| ウクライナ      | 1 - 1    | 北アイルランド |
| ベセディン 15分 | レポート | スミス 12分    |

| オボロン・アリーナ, キエフ |

| 2016年10月8日 |

| 北マケドニア                    | 2 - 0    | スコットランド |
| マルコスキ 18分 · バルディ 22分 | レポート |                |

| ピリッポス2世アレナ, スコピエ |

| 2016年10月11日 |

| 北アイルランド | 0 - 3    | フランス                                  |
|                | レポート | オーギュスタン 16分, 42分 · デンベレ 89分 |

| ウィンザー・パーク, ベルファスト |

| 2016年10月11日 |

| アイスランド                          | 2 - 4    | ウクライナ                                                  |
| グレタルソン 22分 · E.オマルソン 88分 | レポート | ボリャチュク 56分, 90分 · ベセディン 75分 · ズブコフ 90+4分 |

| ラウガルタルスヴェルル, レイキャヴィーク |